# Галич, Мария Александровна
Мари́я Алекса́ндровна Га́лич (укр. Марія Олександрівна Галич; 19 августа 1901, с. Сухая Калигорка, Черкасский уезд Киевской губернии — 22 января 1974, Львов) — украинская и советская писательница и педагог.

## Биография
Родилась в многодетной семье сельского учителя. Окончив начальную школу, в 1918 году переехала в Киев, где трудилась на разных работах и училась на подготовительных курсах. В 1921 году поступила на филологический факультет Киевского института народного образования, который закончила в 1926 без защиты диплома.
Участвовала в женском движении. В 1920-х годах — член киевской литературной ассоциации «Аспис», затем литературного объединения «Ланка» («Звено»), в 1926 году переименованного в «Мастерская революционного слова» (МАРС), в которое входили Валерьян Пидмогильный, Евгений Плужник, Борис Антоненко-Давидович, Дмитрий Фальковский, Тодось Осьмачка, Борис Тенета, Иван Багряный, Гордей Брасюк, Григорий Косынка и другие.
Принимала участие в мероприятиях по ликвидации неграмотности. Учительствовала в Киеве. В 1926—1930 — преподаватель украинского языка и литературы в школе рабочей молодёжи.
В 1928—1929 годах работала техническим секретарëм Киевского месткома писателей, в 1930 — литературный сотрудник (либреттист) Киевской кинофабрики.
В 1931 году вышла замуж и уехала в Харьков, где преподавала украинский язык в Харьковском сельскохозяйственном институте.
В середине 1930-х годов отошла от активного литературного творчества, хотя и пыталась вернуться к нему позже.
Во время немецкой оккупации печаталась в журнале «Украинский засев».
После войны проживала во Львове. Работала преподавателем украинского языка и литературы на курсах иностранных языков при Институте усовершенствования учителей, на подготовительных курсах и кружках научных работников Львовского лесотехнического и зооветиринарного институтов, лектором при обществе «Знание». Вместе с мужем С. Постриганем составила «Терминологический словарь лесовода» (Львов, 1980).
После реабилитации «ланчан» принимала активное участие во посвящённых им львовских вечерах; в конце 1960-х годов в газете «Литературная Украина» опубликовала воспоминания о них.

## Творчество
М. Галич — автор украинской урбанистической прозы.
Взлëт писательского таланта Марии Галич приходится на 1920-е годы. В 1920-х гг. произведения писательницы печатались в журнале «Жизнь и революция», позже вошли в сборник новелл «Машинистка»(1927). В 1929 году вышел её сборник «Моя карьера», куда вошла одноимённая повесть и рассказы «Перстень», «Убили», «Небела», «Хлеба нет» и др.
В её творчестве отражена тематико-стилевая эволюция украинской малой прозы. Ранние этюды «Кольцо», «Убили», «Небела» — краткие миниатюрные зарисовки про нищенскую деревню, вдовьи судьбы. Проза Галич создаёт целостный образ растерянного человека послереволюционной эпохи, повествует о попытках сельских людей адаптироваться в городе. Произведения почти бессюжетные, интересные художественными средствами импрессионистической символикой, ассоциативным сгущением эмоций.
Послевоенные произведения — «Девушка с ружьём» (1954), «Харитина» (1956), «Мать и дети» (1957) — отмечены советской идеологией.

## Избранные произведения
- «Весною» (рассказ)
- «До біржі» (новелла)
- «По дорозі» (новелла)
- «Обережна» (рассказ)
- «Наталя» (рассказ)
- «Ганна Гай» (повесть)
- «Дівчина з рушницею» (1954)
- «Харитина» (1956)
- «Мати і діти» (1957) и др.